# 萬物之神 神仙精靈
《萬物之神 神仙精靈》（日语：モノのかみさま ここたま）是《神仙精靈系列》的衍生作品。本作在YouTubeBANDAI頻道裡以網路動畫形式播放。

## 故事大綱
當人們珍惜物品時，萬物之神「神仙精靈」就誕生了。
你所珍惜的物品說不定也可能會誕生哦...!?

## 登場角色

#### 主要角色
涂涂
配音：潘惠美（日本）
男性，橙色 的身軀，從四葉心3歲時使用到現在的彩色鉛筆中誕生的神仙精靈。
全名叫「ラキラキのたまころの助のみこと」。
本身咒語：「ラキラキラッキー ラッキッキー!」。
美蘿莉
配音：豐崎愛生（日本）
女性，粉色 的身軀，從四葉心家中的鋼琴中誕生的神仙精靈，擅長唱歌，語尾口癖是「なの（日本）」。
全名叫「メロメロリン姫のみこと」。
本身咒語：「メロメロルンルン らららのら〜♪」。
緞緞
配音：水瀨祈（日本）
女性，早在見習神仙精靈 夏日大喧鬧SP！動畫中先行登場。粉紅色 的身軀，從星之川銀造送給星之川遙的櫻花緞帶中誕生的神仙精靈。
該角色在本作中自身的蛋並沒有化為鑰匙。
全名叫「ニコニコの桜リボンのみこと」。
本身咒語：「リボンでスマイル にっこにこー!」。
莎莎
配音：嘉數由美（日本）
女性，天藍色 的身軀，從四葉心父親房間中的百科全書誕生的神仙精靈，魔法可以讓她知道解決問題的方法或是不知道的東西。
全名叫「シャキシャキしゃべり主のみこと」。
本身咒語：「シャキシャキおシャキの しやっきりきりり」。
笑笑
配音：愛河里花子（日本）
男性，綠色 的身軀，從四葉家裡的電視中誕生的神仙精靈，長相和髮型類似恐龍，很喜欢搞笑，常以冷笑話收場，魔法可以使別人感到好笑。語尾口癖是「チョ（日本）」
全名叫「ゲラゲラのツッコミのみこと」。
本身咒語：「ゲラゲラゲラッチョ ヨーチェケラ!」。
姬拉莉絲
配音：柚木涼香（日本）
女性，紫色 的身軀，從四葉美里的口红中誕生的神仙精靈，魔法可以裝扮東西或者讓女性變漂亮。
全名叫「キラキラのラブラブのリップスティックのみこと」。
本身咒語：「キラキラキラリス キラキッス♡」。
吞噠
配音：村瀨迪與（日本）
男性，黃色 的身軀，從四葉家廚房的叉子中誕生的神仙精靈，魔法能變出食物或讓食物變多或好吃，喜歡吃各種東西，語尾口癖是「ぐぅ（日本）」。
全名叫「モグモグのペコリータのみこと」。
本身咒語：「もぐも〜もぐた〜もごもごぺ〜」。
莎莉妮
配音：丸山有香（日本）
女性，淡粉色 的身軀。
全名叫「さっぱりアワアワあらいのみこと」。
帕利尼
配音：白鳥由里（日本）
男性，淡藍色 的身軀。
全名叫「さっぱりツヤツヤあらいのみこと」。
本身咒語：「あわわん（莎莉妮）つるるん（帕利尼）さっぱりりん（以上2人）」。
兩人是從四葉家浴室的二合一香波中誕生的雙胞胎神仙精靈。
蜜雪兒
配音：折笠富美子（日本）
女性，15話登場，紅色 的身軀，從四葉家的信筒中誕生。魔法可以探聽消息。性格開朗，比較嬌氣任性。
全名叫「ミルミルのシルシルのスクープゲットのみこと」。
本身咒語：「ミルミルシルシル ミシルルルー!」。
帕塔麗娜
配音：小林優（日本）
女性，本作第10話登場，深紫色 的身軀，撣子的神仙精靈，四處尋找髒亂的地方並清理乾淨。對懸疑的事情非常熱衷，常常胡思亂想而誤會別人。
全名叫「パタパタピカッと大変身のみこと」。
本身咒語：「パタパタ ルンルン パタリンチョ♪」。
皮洛
配音：伊瀬茉莉也（日本）
男性，藍色 的身軀，從星之川遙房間床上的枕頭中誕生的神仙精靈，魔法能讓人睡著，因為自己習慣睡覺，所以在櫻花鎮保護隊中較少使用魔法的一位。
全名叫「グーグーグーのスヤスヤピーのみこと」。
本身咒語:「クースカピースカピロピーロ!」。
茶子
配音：岩井映美里（日本）
女性，橘黃色 的身軀，從星之川遙常使用的杯子中誕生的神仙精靈。平時性格溫婉，但是一旦自己的零食被別人偷吃，就會立即黑化，攻擊別人。長相類似貓咪，說話時會带有“ニャー”的口癖。
全名叫「ちゃちゃちゃごくっといただけますのみこと」。
本身咒語:「ほっとひといき ちゃちゃちゃのちゃ!」。
娜秋
配音：愛河里花子（日本）
女性，本作第6話登場，淺藍色 的身軀，針筒誕生的神仙精靈，醫生神仙精靈，長像類似小鹿，個性文靜，喜歡嬰兒。
全名叫「チューっと元気を注入しますのみこと」。
本身咒語:「ナーチュのお仕事チュッチュッチュー!」。
嵐忍
配音：小平有希（日本）
男性，紅色 的身軀。，從星之川遙運動時會穿的運動鞋誕生的神仙精靈，運動能力強，喜歡忍術，會用布隱身起來，但就是會露出屁股而被發現，魔法能讓人類或是動物跑步變得飛快，語尾口癖是「でござる（日本）」。
全名叫「らんらんにんとはしるでござるのみこと」。
本身咒語:「ニンポウ ヤッホー シュタタタタ―!」。
雨莉
配音：日高里菜（日本）
女性，水藍色 的身軀，從星之川遙的雨伞誕生的神仙精靈，個性傲嬌且擁有大姐姐風範，非常喜歡雨，魔法能製造烏雲。
全名叫「しとしとザーザー雨降り姫のみこと」。
本身咒語:「雨の日 晴れの日 くるくるりーん!」。

## 電視動畫

### 製作人員
- 原案 - BANDAI
- 監督 - 新田典生
- 制作擔當 - 前川祐佳
- 制作進行 - Yeonji Song（第1話、第2話、第6話）、前原佑依（第3話 - 第5話）
- 攝影 - OLM
- 背景 - スタジオパインウッド
- 録音工作室 - プロセンスタジオ
- 音響制作 - HALF H・P STUDIO
- 編輯 - JAYFILM（日语：ジェイ・フィルム）
- 影片編輯 - IMAGICA
- 動畫制作 - OLM Team YOSHIOKA
- 製作 - 神仙精靈製作委員会

### 主題曲
片頭曲
「ハッピーここたまダンス！」
作詞：松井洋平，作曲・編曲：酒井陽一，歌：真崎ERIKA、正木郁（Lantis）
| 話数 | 日文標題                 | 中文標題              | 劇本     | 分鏡       | 演出       | 作画監督   | 播放日期 （YouTube） |
| ---- | ------------------------ | --------------------- | -------- | ---------- | ---------- | ---------- | -------------------- |
| 1    | 見つかっちゃった！       | 找到了!               | 土屋理敬 | 新田典生   | 新田典生   | 大野美葉   | 2019年 9月26日       |
| 2    | 何から生まれたの？       | 是從哪裡誕生的呢?     | 土屋理敬 | 新田典生   | 新田典生   | 大河しのぶ | 10月4日              |
| 3    | 早起きした～い！         | 成功早起了!           | 土屋理敬 | 山井紗也香 | 山井紗也香 | 東海林康和 | 10月4日              |
| 4    | 残さず食べよう！         | 不可以浪費食物!       | 土屋理敬 | 新田典生   | 新田典生   | 大河しのぶ | 11月15日             |
| 5    | おふろでごしごし         | 在浴缸里擦洗          | 土屋理敬 | 新田典生   | 新田典生   | 大野美葉   | 11月15日             |
| 6    | 病院ってこわい？         | 診所很可怕?           | 土屋理敬 | 山井紗也香 | 山井紗也香 | 大河しのぶ | 11月15日             |
| 7    | あたちのステキなおうち？ | 我們漂亮的小屋        | 土屋理敬 | 山井紗也香 | 新田典生   | 大野美葉   | 12月20日             |
| 8    | オトコの勝負なのだ！     | 所謂男人的戰鬥!       | 土屋理敬 | 新田典生   | 新田典生   | 大河しのぶ | 12月20日             |
| 9    | ここたま活動レッツゴー！ | 神仙精靈活動Let's go! | 土屋理敬 | 新田典生   | 新田典生   | 東海林康和 | 12月20日             |
| 10   | おかたづけって楽しい！   | 放在一起會感到開心    | 土屋理敬 | 新田典生   | 新田典生   | 大河しのぶ | 2020年 2月21日       |
| 11   | 外はキケンがいっぱい！？ | 外面充滿了危險!?      | 土屋理敬 | 新田典生   | 新田典生   | 大河しのぶ | 2020年 2月21日       |
| 12   | 魔法のことば             | 魔法的敬語            | 土屋理敬 | 新田典生   | 新田典生   | 大河しのぶ | 2020年 2月21日       |

## 註解
註釋
1. ↑  這裡指小遙的緞帶中間裡有兩片櫻花花瓣
2. ↑  香波為日本正式名稱，台灣則是洗髮潤絲精，是四笹洗髮精和潤絲精混合在一起的一種清潔劑